# Katy Keene
Katy Keene ist eine US-amerikanische Fernsehserie und ein Spin-off der Serie Riverdale, die auf The CW erstausgestrahlt wird. Die Serie wurde von Greg Berlanti und Roberto Aguirre-Sacasa entwickelt und wird von Warner Bros. Television und CBS Television Studios sowie Berlanti Productions produziert. Die Erstausstrahlung in den Vereinigten Staaten fand am 6. Februar 2020 auf The CW statt. In Deutschland ist die Erstausstrahlung seit dem 19. September 2021 auf sixx zu sehen.

## Handlung
Die New Yorkerin Katy Keene, geprägt durch ihre verstorbene Mutter, träumt davon, bekannte Modedesignerin zu werden. Ebenfalls mit einem Traum kommt Josie McCoy aus der Kleinstadt Riverdale nach New York, um in der Musikbranche als Sängerin Fuß zu fassen. Der Dragkünstler Jorge will auf den Bühnen des Broadways auftreten und ist das dritte Mitglied der WG. Das It-Girl Pepper Smith hat den Plan, ein Atelier zu eröffnen, wobei es für ihre Freunde fraglich ist, woher sie das Geld dafür nehmen möchte.

## Besetzung und Synchronisation
Die deutsche Synchronisation wird von der Synchronfirma EuroSync GmbH, Berlin in Berlin erstellt. Verantwortlich für die Dialogregie ist Bianca Krahl und für das Dialogbuch Kim Hasper.

### Hauptdarsteller
| Rollenname             | Schauspieler      | Hauptrolle | Nebenrolle | Synchronsprecher  |
| ---------------------- | ----------------- | ---------- | ---------- | ----------------- |
| Kathrine „Katy“ Keene  | Lucy Hale         | 1.01–1.13  |            | Esra Vural        |
| Josefine „Josie“ McCoy | Ashleigh Murray   | 1.01–1.13  |            | Maximiliane Häcke |
| KO Kelly               | Zane Holtz        | 1.01–1.13  |            | Konrad Bösherz    |
| Jorge Lopez            | Jonny Beauchamp   | 1.01–1.13  |            | Dirk Petrick      |
| Pepper Smith           | Julia Chan        | 1.01–1.13  |            | Maria Koschny     |
| Alexandra Cabot        | Camille Hyde      | 1.01–1.13  |            | Magdalena Turba   |
| Alexander Cabot        | Lucien Laviscount | 1.01–1.13  |            | Kim Hasper        |
| Gloria Grandbilt       | Katherine LaNasa  | 1.01–1.13  |            | Melanie Pukaß     |

## Episodenliste
| Nr. | Deutscher Titel            | Originaltitel                                       | Erstausstrahlung USA | Deutschsprachige Erstausstrahlung (D) | Regie                   | Drehbuch                                |
| --- | -------------------------- | --------------------------------------------------- | -------------------- | ------------------------------------- | ----------------------- | --------------------------------------- |
| 1   | Es war einmal              | Chapter One: Once Upon a Time in New York           | 6. Feb. 2020         | 19. Sep. 2021                         | Maggie Kiley            | Roberto Aguirre-Sacasa & Michael Grassi |
| 2   | Der Heiratsantrag          | Chapter Two: You Can’t Hurry Love                   | 13. Feb. 2020        | 20. Sep. 2021                         | Steven A. Adelson       | Michael Grassi                          |
| 3   | Gebrochene Herzen          | Chapter Three: What Becomes of the Broken Hearted   | 20. Feb. 2020        | 21. Sep. 2021                         | Harry Jierjian          | Shauna McGarry                          |
| 4   | Eifersucht                 | Chapter Four: Here Comes the Sun                    | 27. Feb. 2020        | 22. Sep. 2021                         | Pamela Romanowsky       | Alina Mankin                            |
| 5   | Die große Kältefront       | Chapter Five: Song for a Winter’s Night             | 5. März 2020         | 23. Sep. 2021                         | Ryan Shiraki            | Leo Richardson                          |
| 6   | Prinzessin für eine Nacht  | Chapter Six: Mama Said                              | 12. März 2020        | 26. Sep. 2021                         | Charles Randolph-Wright | Davia Carter                            |
| 7   | Der Kuss einer Spinnenfrau | Chapter Seven: Kiss of the Spider Woman             | 19. März 2020        | 26. Sep. 2021                         | Gregory Smith           | Roberto Aguirre-Sacasa                  |
| 8   | Das Praktikum              | Chapter Eight: It’s Alright, Ma (I’m Only Bleeding) | 26. März 2020        | 27. Sep. 2021                         | Jessica Lowrey          | Will Ewing                              |
| 9   | Wenn Wünsche wahr werden   | Chapter Nine: Wishin’ & a Hopin’                    | 16. Apr. 2020        | 27. Sep. 2021                         | Pamela Romanowsky       | Mia Katherine Iverson                   |
| 10  | Gloria                     | Chapter Ten: Gloria                                 | 23. Apr. 2020        | 28. Sep. 2021                         | Alex Pillai             | Michael Grassi & Neil McNeil            |
| 11  | Die Große Met-Gala         | Chapter Eleven: Who Can I Turn To?                  | 30. Apr. 2020        | 28. Sep. 2021                         | Lea Thompson            | Sara Saedi                              |
| 12  | Pepper fliegt auf          | Chapter Twelve: Chain of Fools                      | 7. Mai 2020          | 29. Sep. 2021                         | Steven A. Adelson       | Evelyn Yves                             |
| 13  | Es lebe das Lacys          | Chapter Thirteen: Come Together                     | 14. Mai 2020         | 29. Sep. 2021                         | Maggie Kiley            | Roberto Aguirre-Sacasa & Michael Grassi |

## Serienuniversum
Die Serie spielt im selben Universum wie die Serien Riverdale und Chilling Adventures of Sabrina. Die Figuren Kevin Keller, Sierra McCoy und Hiram Lodge aus Riverdale hatten Gastauftritte in Katy Keene und Charaktere aus Katy Keene hatten Gastauftritte in der fünften Staffel von Riverdale.